# Имянитов, Евгений Наумович
Евгений Наумович Имянитов (род. 11 мая 1966 года) — российский медик, специалист в области молекулярной онкологии, член-корреспондент РАН (2016).

## Биография
Родился 11 мая 1966 года в семье доктора химических наук, главного научного сотрудника ВНИИНефтехим Наума Соломоновича Имянитова (род. 1935).
В 1989 году — окончил 1-й ЛМИ имени академика И. П. Павлова.
В 1992 году — защитил кандидатскую, а в 2001 году — докторскую диссертацию, в 2004 году — присвоено учёное звание профессора.
В январе 2016 года — присвоено звание профессора РАН (по Отделению физиологических наук).
В октябре 2016 года — избран членом-корреспондентом РАН (по Отделению медицинских наук).
Работает в НИИ онкологии имени Н. Н. Петрова, руководитель отдела биологии опухолевого роста.
Руководитель кафедры медицинской генетики в Санкт-Петербургском государственном педиатрическом медицинском университете, профессор кафедры онкологии Северо-западного государственного медицинского университета имени И. И. Мечникова.

## Научная деятельность
Специалист в области молекулярной онкологии.
По состоянию на 2020 год, автор 326 научных работ, из них 5 монографий и 9 авторских свидетельств и/или патентов.
Под его руководством защищено 5 докторских и более 30 кандидатских диссертаций.

## Награды
- Заслуженный деятель науки Российской Федерации (2018)
- Знак «Отличник здравоохранения Российской Федерации» (2016)
- Медаль «За заслуги перед отечественным здравоохранением» (2017)